# Holczinger Szandra
Holczinger Szandra (Pápa, 1990. június 11. –) magyar színésznő.

## Életpályája
Bakönyszücsön nőtt fel. 1997-1999 között a Pápai Musical Stúdió tagjaként már szerepelt előadásokban. A Bartók Béla Zeneiskolában és az „Allegró” Alapfokú Művészetoktatási Intézményben hét évig zongorázni tanult, a Csermák Antal Zeneiskolában négy évig magánéneket, míg a Golding Tánc Sport Egyesületben  és a Winner Tánc Sport Egyesületben társastáncot tanult.
A veszprémi Lovassy László Gimnáziumban érettségizett, majd 2010-2013 között a Gór Nagy Mária Színitanodában tanult. Később a József Attila Színház, a Hadart Színház és a Veres1 Színház előadásaiban szerepelt.
2009-2011 között a Plum Is Fallin’ nevű formáció énekesnője volt. Az Eötvös Loránd Tudományegyetem német nemzetiségi BA szakán diplomázott.

## Színházi szerepei

### József Attila Színház
- Macskafogó (Cicus)
- A gyertyák csonkig égnek (Krisztina)
- 9-től 5-ig - A musical (Maria)
- Vesztegzár a Grand Hotelban
- A pápanő (Apollónia)
- Csókos asszony
- La Mancha lovagja (Nő)
- Nyakigláb, Csupaháj, Málészáj (Karakó Anna)
- Cigánykerék
- A feketeszárú cseresznye (Katrincás leány)

### Veres1 Színház
- Szép nyári nap (Kovács Juli)
- Ne most, drágám! (Sue Lawson)
- Semmi pánik (Susan, Hollander lánya)

## Filmes és televíziós szerepei
- A Tanár ....Stewardess
- Örök tél (2018) ...Deportált nő
- Válótársak (2018) ...Anna
- Gimi (2011-2012) ...Virág

## Díjai
- Koch Valéria-díj[7]